# Mesontoplatys effetus
Mesontoplatys effetus är en skalbaggsart som beskrevs av Hermann Julius Kolbe 1908. Mesontoplatys effetus ingår i släktet Mesontoplatys och familjen Aphodiidae. Inga underarter finns listade i Catalogue of Life.